# Belle-Anse
Belle-Anse (en criollo haitiano Bèlans) es una comuna de Haití, que está situada en el distrito de Belle-Anse, del departamento de Sureste.

## Historia
Fundado como Saltrou, pasó a ser comuna en 1960.

## Secciones
Está formado por las secciones de:
- Bais d'Orange
- Mabriole
- Callumette
- Corail Lamothe
- Bel Air (que abarca la villa de Belle Anse)
- Pichon
- Mapou (que abarca el barrio de Mapou)

## Demografía
| Gráfica de evolución demográfica de Belle-Anse entre 2009 y 2015 |
|                                                                  |

Los datos demográficos contemplados en este gráfico de la comuna de Belle-Anse son estimaciones que se han cogido de 2009 a 2015 de la página del Instituto Haitiano de Estadística e Informática (IHSI). 